# Monomorium croceiventre
Monomorium croceiventre är en myrart som beskrevs av Carlo Emery 1914. Monomorium croceiventre ingår i släktet Monomorium och familjen myror. Inga underarter finns listade i Catalogue of Life.